# Svevia
Svevia AB, ursprungligen Vägverket Produktion, är ett fristående statligt bolag med verksamhet i hela Sverige. Svevias affärsidé är att bygga och sköta om Sveriges vägar och infrastruktur.

## Historik
Svevia AB var tidigare en produktionsavdelning i dåvarande Vägverket (som lades ned 31 mars 2010 när verksamheten togs över av Trafikverket) och verkade under namnet Vägverket Produktion. Den 1 januari 2009 blev Svevia ett fristående statligt ägt bolag. År 2011 bildas dotterbolaget Svevia Fastighet och Maskin AB delas i två separata bolag, Svevia Fastighet AB och Svevia Maskin AB.

## Verksamhet
Svevia är Sveriges största bolag inom drift- och underhåll och ett av Sveriges största väg- och anläggningsföretag med cirka 2 100 anställda på över 100 platser och en omsättning på cirka 11,2 miljarder kronor (år 2023). Företagets huvudkontor är placerat i Stockholm. Styrelseordförande är Mats O. Paulsson, vd och koncernchef är Anders Gustafsson .
Verksamheten är indelad i divisionerna Drift, Anläggning och Industri.
- Divisionen Drift sköter drift, underhåll och service av vägar, gator och broar åt Trafikverket, kommuner och enskilda väghållare. Har även skötseluppdrag åt industrier, fastighetsbolag, flygplatser och hamnar.
- Divisionen Anläggning utför uppdrag inom väg och anläggning, från ny- och ombyggnad av vägar till grundläggnings- och markarbeten för industrier och bostadsområden. Miljörelaterade uppdrag som marksanering ökar i omfattning.
- Divisionen Industri utför arbeten inom beläggningsområdet, från sten till färdigbelagd och målad väg. Enheten har egna täkter.[6]

## Kritik
Svevia kritiserades 2019 av medlemsorganisationen Företagarna för prisdumpning baserat på en granskning av offentliga upphandlingar under perioden 2013 till 2018, vilket även resulterade i en skriftlig fråga i riksdagen. Svevias verkställande direktör har bemött kritiken med att granskningen blandat samman två delar av Svevia och att många av de anbud som nämns i rapporten genomförts med god lönsamhet.